# Port lotniczy Bodżnord
Port lotniczy Bodżnord (IATA: BJB, ICAO: OIMN) – port lotniczy położony w Bodżnord, w ostanie Chorasan Północny, w Iranie.